# Аяла, Франсиско
Франси́ско Ая́ла Гарси́я-Дуа́рте (исп. Francisco Ayala García-Duarte; 16 марта 1906, Гранада — 3 ноября 2009, Мадрид) — испанский писатель, переводчик, социолог, эссеист.

## Биография
Восемнадцатилетним приехал в Мадрид, учился праву, философии и литературе. Как писатель дебютировал в 1925 году. Защитил диссертацию по правоведению в Мадридском университете, начал преподавать в нём. Сотрудничал с журналом Ортеги-и-Гассета Западное обозрение (Revista de Occidente). В 1929—1931 годах жил в Берлине. В годы гражданской войны выступал с лекциями в Латинской Америке, после падения республики — в эмиграции (Аргентина, Пуэрто-Рико). Сотрудничал с буэнос-айресским журналом Sur), преподавал право и социологию в университете Пуэрто-Рико, как приглашенный профессор выступал в университетах США. Был в дружеских отношениях с Пабло Казальсом, Х. Р. Хименесом.
В 1960 году впервые приехал в Испанию после нескольких десятилетий отсутствия. В 1976 году окончательно вернулся на родину.
В последние годы жизни был старейшим испанским писателем.

## Творчество
Среди прозы Аялы наиболее известен исторический роман-притча Зачарованный (1944), который нередко сближали с прозой Кафки; он вызвал восхищение Борхеса и был включен им в «Личную библиотеку». Также Аяла — автор мемуарных «Книг памяти и забвения» (2 тт., 1982—1983), многочисленных эссе о литературе, политике, социальных проблемах страны. Как социолог он автор Трактата по социологии (1947), Очерков политической социологии (1951), Введения в социальные науки (1952) и др.сочинений. Ему принадлежит Краткая теория перевода (1956).
Переводил политологические сочинения Бенжамена Констана, Карла Мангейма, Карла Шмитта, прозу Рильке, Томаса Манна, Альберто Моравиа.

## Издания на русском языке
- Избранное. — М.: Радуга, 1986. — (Мастера современной прозы)

## Признание
Член Испанской королевской академии (1983), член Европейской академии наук и искусств (1997). Национальная премия за повествовательную прозу (1983), Национальная литературная премия (1988), Премия «Мигель де Сервантес» (1991), Литературная премия принца Астурийского (1998). Почётный покровитель Всемирного общества друзей Борхеса. Не раз выдвигался кандидатом на Нобелевскую премию.

## Новейшая литература
- Francisco Ayala cumple 100 años: ensayos sobre su obra. Laramie: University of Wyoming, 2006
- Juárez R., Vida J. Retratos y autorretratos de Francisco Ayala. Sevilla: Fundación José Manuel Lara, 2006
- Landeira R. En torno a Francisco Ayala. Benalmádena: E.D.A. Libros, 2007
- Ribes Leiva A. J. Paisajes y retratos del siglo XX: sociología y literatura en Francisco Ayala. Madrid: Editorial Biblioteca Nueva, 2007
- Homenaje a Francisco Ayala/ Iris M. Zavala, ed. San Juan: Editorial de la Universidad de Puerto Rico, 2008